# داینامو
دینامو (انگلیسی: Dynamo) یک نمایش‌نامه سه پرده‌ای اثر یوجین اونیل نمایشنامه‌نویس نامدار آمریکایی است.